# Mariano Escobedo

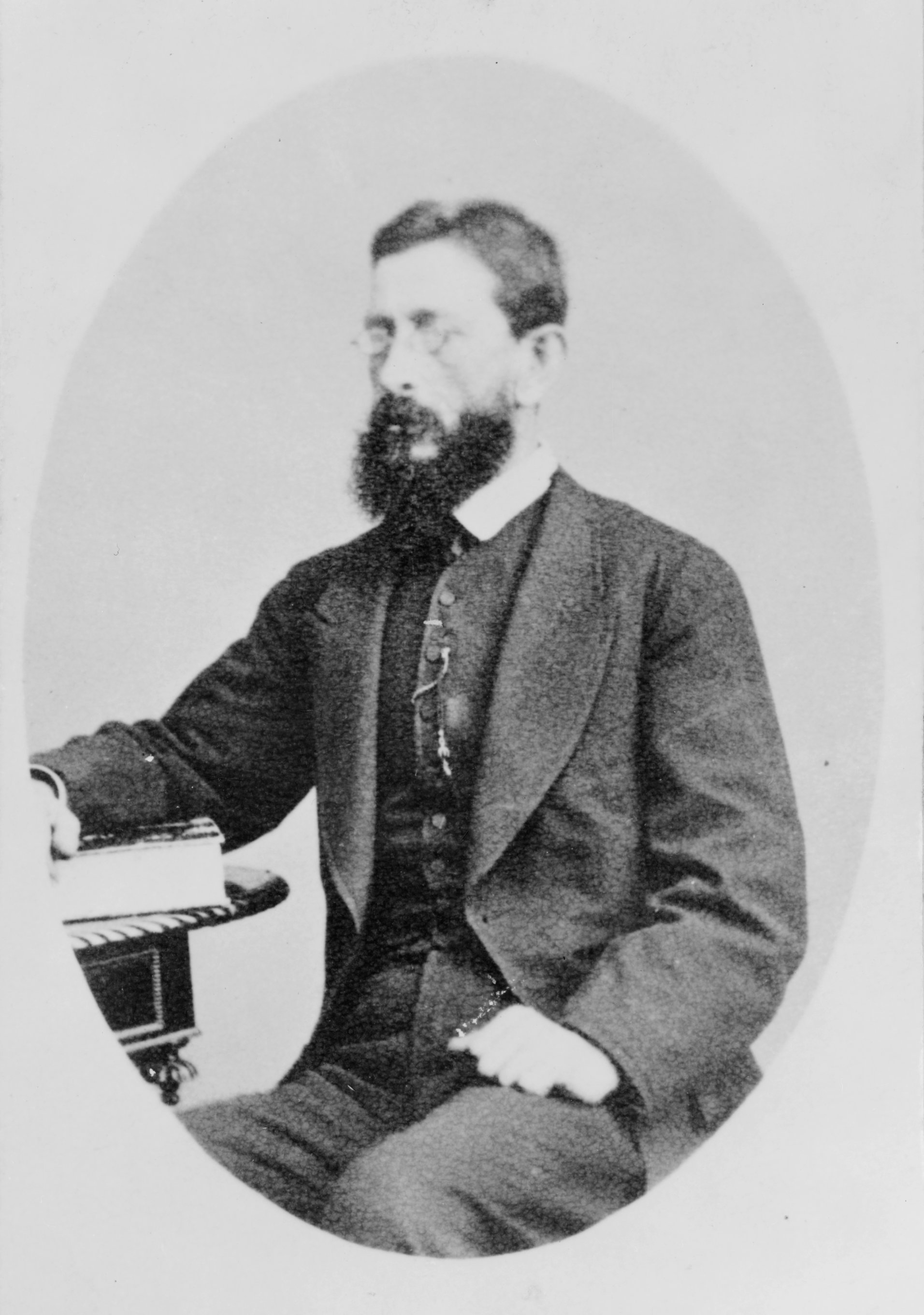
Mariano Escobedo

Mariano Antonio Guadalupe Escobedo de la Peña (* 16. Januar 1826 in San Pablo de los Labradores, Nuevo León; † 22. Mai 1902 in Mexiko-Stadt) war ein General der mexikanischen Armee und  Gouverneur von Nuevo León und San Luis Potosí.

## Leben
Mariano Escobedo wurde am 16. Januar 1826 in San Pablo de los Labradores (dem heutigen Galeana), Nuevo León, geboren. Er war das jüngste von sechs Kindern von Manuel Escobedo und Rita de la Peña. Er begann seine Laufbahn bei den mexikanischen Streitkräften. Im Jahr 1854 verteidigte er den liberalen Plan von Ayutla, der die Diktatur von Antonio López de Santa Anna beenden sollte.
Am 5. Mai 1862 nahm er an der Schlacht bei Puebla (Cinco de Mayo) in Puebla teil, wo er dank seiner Tapferkeit zum Oberst der Kavallerie befördert wurde. Später wurde er zum General befördert und organisierte ein Armeekorps, das gegen die französischen Invasionstruppen während der Französische Intervention in Mexiko kämpfte, sie besiegte und den von den Franzosen eingesetzten  Kaiser Maximilian I. 1867 in Querétaro gefangen nahm.
Während der Präsidentschaft von Benito Juárez (1858–1872) wurde Mariano Escobedo zum Oberbefehlshaber der Nordzone ernannt und nach der Wiederherstellung der mexikanischen Republik war er Gouverneur mehrerer Staaten und 1875 Militärsekretär sowie Präsident des Obersten Militärgerichtshofs.
Während der Präsidentschaft von Sebastián Lerdo de Tejada (1872–1876), mit dem er eng befreundet war, wurde er zum Senator und Kriegsminister (1876) ernannt. Im Jahr 1877 kämpfte er gegen Porfirio Díaz, der wiederum Lerdo de Tejada stürzte und eine Diktatur errichtete.
Mit der Ankunft von General Porfirio Diaz im Präsidentenamt wurde er in die Vereinigten Staaten verbannt, von wo aus er einen Aufstand gegen den Diktator organisierte. Aus diesem Grund wurde er gefangen genommen (1878). Escobedo starb am 22. Mai 1902 in Mexiko.

## Sonstiges
Nach Escobedo wurde der Flughafen Monterrey sowie die Stadt Ciudad General Escobedo benannt.